# Gran Premi d'Espanya del 1972
Resultats del Gran Premi d'Espanya de Fórmula 1 de la temporada 1972 disputat al circuit del Jarama l'1 de maig del 1972.

## Classificació
| Pos | No | Pilot                | Equip          | Voltes | Temps/ Retirada       | Pos. de sortida | Punts |
| --- | -- | -------------------- | -------------- | ------ | --------------------- | --------------- | ----- |
| 1   | 5  | Emerson Fittipaldi   | Lotus - Ford   | 90     | 2h 03' 41. 2          | 3               | 9     |
| 2   | 4  | Jacky Ickx           | Ferrari        | 90     | + 18.92 s             | 1               | 6     |
| 3   | 6  | Clay Regazzoni       | Ferrari        | 89     | + 1 Volta             | 8               | 4     |
| 4   | 26 | Andrea de Adamich    | Surtees - Ford | 89     | + 1 Volta             | 13              | 3     |
| 5   | 20 | Peter Revson         | McLaren - Ford | 89     | + 1 Volta             | 11              | 2     |
| 6   | 29 | Carlos Pace          | March - Ford   | 89     | + 1 Volta             | 16              | 1     |
| 7   | 22 | Wilson Fittipaldi    | Brabham - Ford | 88     | + 2 Voltes            | 14              |       |
| 8   | 12 | Tim Schenken         | Surtees - Ford | 88     | + 2 Voltes            | 18              |       |
| 9   | 21 | Dave Walker          | Lotus - Ford   | 87     | + 3 Voltes            | 24              |       |
| 10  | 18 | Graham Hill          | Brabham - Ford | 86     | + 4 Voltes            | 23              |       |
| 11  | 14 | Henri Pescarolo      | March - Ford   | 86     | + 4 Voltes            | 19              |       |
| Ret | 1  | Jackie Stewart       | Tyrrell - Ford | 69     | Accident              | 4               |       |
| Ret | 9  | Chris Amon           | Matra          | 66     | Caixa canvi           | 6               |       |
| Ret | 3  | François Cevert      | Tyrrell - Ford | 65     | Encesa                | 12              |       |
| Ret | 8  | Peter Gethin         | BRM            | 65     | Motor                 | 21              |       |
| Ret | 11 | Denny Hulme          | McLaren - Ford | 48     | Caixa canvi           | 2               |       |
| Ret | 25 | Howden Ganley        | BRM            | 38     | Motor                 | 20              |       |
| Ret | 10 | Reine Wisell         | BRM            | 24     | Accident              | 10              |       |
| Ret | 7  | Mario Andretti       | Ferrari        | 23     | Pressió de l'oli      | 5               |       |
| Ret | 15 | Mike Hailwood        | Surtees - Ford | 20     | Part elèctrica        | 15              |       |
| Ret | 2  | Ronnie Peterson      | March - Ford   | 16     | Pèrdua de combustible | 9               |       |
| Ret | 16 | Rolf Stommelen       | March - Ford   | 15     | Accident              | 17              |       |
| Ret | 19 | Jean-Pierre Beltoise | BRM            | 9      | Caixa canvi           | 7               |       |
| Ret | 24 | Niki Lauda           | March - Ford   | 7      | Diferencial           | 25              |       |
| Ret | 28 | Àlex Soler-Roig      | BRM            | 6      | Accident              | 22              |       |
| NVQ | 23 | Mike Beuttler        | March - Ford   |        |                       |                 |       |

## Altres
- Pole: Jacky Ickx 1' 18. 43

- Volta ràpida: Jacky Ickx 1' 21. 01 (a la volta 52)